# Viola boissieuana
Viola boissieuana Makino – gatunek roślin z rodziny fiołkowatych (Violaceae). Występuje naturalnie w Korei Południowej oraz Japonii (na wyspach Honsiu, Sikoku i Kiusiu). 

## Morfologia
PokrójBylina dorastająca do 3–8 cm wysokości, tworzy kłącza.
LiścieBlaszka liściowa ma owalnie trójkątny kształt. Mierzy 1–3 cm długości oraz 0,8–1,5 cm szerokości, jest piłkowana na brzegu, ma sercowatą nasadę i ostry wierzchołek. Ogonek liściowy jest nagi i ma 10–50 mm długości.
KwiatyPojedyncze, wyrastające z kątów pędów. Mają działki kielicha o lancetowatym kształcie. Płatki są odwrotnie jajowate, mają białą barwę oraz 7–8 mm długości, płatek przedni jest z purpurowymi żyłkami, wyposażony w obłą ostrogę o długości 2-3 mm.

## Biologia i ekologia
Rośnie w lasach. 